# Andrásfi Tibor
Andrásfi Tibor (Budapest, 1999. december 10. –) olimpiai és Európa-bajnok magyar párbajtőrvívó.

## Sportpályafutása
Szülei vívók voltak. Édesapja, Andrásfi Tibor Szatmárnémetiben született, előbb román válogatott, majd magyar bajnoki ezüstérmes lett, édesanyja, Muzsnay Lilla román színekben vett részt az 1991-es budapesti világbajnokságon. Kilencéves kora óta vív, a BVSC versenyzője, edzője és nevelőedzője az édesapja, id. Andrásfi Tibor.
Andrásfi 2016-ban az újvidéki kadét Európa-bajnokságon a párbajtőrcsapat (Nagy Dávid, Bende Bence, Koch Máté) tagjaként aranyérmet szerzett. A 2017-es junior Eb-n csapatban (Koch Máté, Esztergályos Patrik, Siklósi Gergely) bronzérmet szerzett. A junior vb-n is csapatban (Koch, Siklósi, Esztergályos) szintén a dobogó harmadik fokára állhatott fel. 2018-as magyar vívóbajnokságon egyéniben szerzett bronzérmet. A 2019-es budapesti Grand Prixen egyéniben bronzérmes lett. 2019-ben a junior Eb-n csapatban 5., az Európa-bajnokságon pedig egyéniben 7. lett, a junior VB-n csapatban aranyérmet szerzett.
2022-ben csapatban (Koch, Nagy D., Siklósi) hetedik lett az Eb-n. A 2022-es berni Világkupán egyéniben aranyérmet szerzett. A 2023. évi Európa-játékokon a férfi párbajtőrcsapat (Nagy Dávid, Siklósi Gergely, Koch) tagjaként aranyérmet nyert, ami egyben Európa-bajnoki címet is jelentett. A 2024-es bázeli Európa-bajnokságon egyéniben bronzérmet szerzett.
A 2024-es párizsi olimpián egyéniben a négy közé jutott, ott azonban az elődöntőben a később aranyérmet szerző japán Kanó Kóki (13–14), a bronzasszóban pedig az egyiptomi Mohamed esz-Szajed (7–8) ellen kapott ki aranytussal, így végül a 4. helyen zárt. A párbajtőr csapatversenyében a magyar csapat (Koch Máté, Siklósi Gergely, Nagy Dávid) tagjaként aranyérmet szerzett, miután a negyeddöntőben Kazahsztánt (45–30), az elődöntőben a házigazda Franciaországot (45–30), a döntőben pedig a címvédő Japánt (26–25) is legyőzték.

## Eredményei
Világkupa
- aranyérmes: 2022, Bern

Grand Prix
- bronzérmes: 2019, Budapest

Magyar bajnokság
Egyéni
- bronzérmes: 2018

Csapat
- ezüstérmes: 2018, 2022
- bronzérmes: 2017

## Díjai, elismerései
- A Magyar Érdemrend tisztikeresztje (2024)[11]
- Zugló díszpolgára (2024)[12]
- Az év magyar vívója: 2024[13]